# Alexeter attenuatus
Alexeter attenuatus là một loài tò vò trong họ Ichneumonidae.